# Пелицара (Болоња)
Пелицара (итал. Pellizzara) је насеље у Италији у округу Болоња, региону Емилија-Ромања.
Према процени из 2011. у насељу је живело 207 становника. Насеље се налази на надморској висини од 196 м.